# سای، آئوموری
سای، آئوموری (به لاتین: Sai, Aomori) یک منطقهٔ مسکونی در ژاپن است که در Shimokita District واقع شده‌است. سای ۱۳۵٫۰۴ کیلومترمربع مساحت و ۲٬۱۴۹ نفر جمعیت دارد.